# Emma (mangá)
Emma (エマ, Ema) é um mangá de romance escrito por Kaoru Mori. Foi publicado pela revista Monthly Comic Beam recebendo 10 volumes. A série foi adaptada para anime, com o nomeEmma – Um romance vitoriano (英國戀物語エマ, Eikoku Koi Monogatari Emma).
Ambientado na Londres vitoriana no fim do século XIX, Emma conta a história de uma criada que se apaixona por um membro da classe alta. Contudo, a família do rapaz não aprova a ideia dele se relacionar com pessoas de classe baixa.

## Personagens
Emma (エマ, Ema)
A protagonista da história. Ela se apaixona por Willian Jones na primeira vez que se encontram. Vinda de um vilarejo pobre do litoral, ela foi raptada quando garota para ser vendida para um bordel londrino. Ela conseguiu escapar, mas acabou ficando perdida em Londres. Ela começa a trabalhar por comida, até quando foi levada para debaixo das asas de Kelly Stowner, como sua criada. Com a Srª Stowner, Emma aprendeu ler, escrever e uma variedade de outras coisas. Mais tarde no mangá é revelado que ela também pode ler um pouco de Francês.
Depois da morte da Srª Stowner, Emma foge de Londres, com a intenção de voltar para seu vilarejo, mas ela acaba encontrando com uma criada que trabalhou para os Mölders, uma imigrante alemã, que vive em uma mansão em York, e Emma é contratada como uma serviçal no lar dos Mölders. Lá, ela se tornou a favorita por falar inglês fluentemente, fazendo com que sua patroa sempre a levasse para viagens distantes, ex.: a viagem para a casa de Aurélia Jones e também a viagem para Londres junto com outros serviçais que também podiam falar inglês.
Willian Jones (ウィリアム・ジョーンズ, Uiriamu Jōnzu)
O protagonista masculino da história. Ele é o filho mais velho da casa dos Jones, uma família bem sucedida do comércio da classe média que está a caminho da classe alta. Como herdeiro de seu pai, ele está sob um tremendo estresse para não somente administrar os negócios da família, mas também para se casar com uma garota de outra família bem sucedida. Ele criou alguns sentimentos por Emma quando se conheceram. No mangá, Willian contou ao seu pai sobre Emma, mas seu pai não a viu (diferente no anime).
Depois da partida de Emma, Willian muda drasticamente. Ele começa a trabalhar muito, atendendo encontros sociais e tomando conta dos negócios da família. Em sua perspectiva, ele nunca para de se arrepender por perder Emma, mas ele viveria sua vida ‘no lado da classe alta’ como seu pai esperava dele. Sua mudança afeta todos ao redor dele, incluindo Hakim.
Kelly Stowner (ケリー・ストウナー, Kerī Sutōnā)
Foi quem contratou Emma e também a antiga governanta de Willian Jones. Ela se casou aos 18 anos, mas perdeu seu marido depois de dois anos casada, e não teve nenhum filho. Nova e educada, Srª Stowner decide se tornar uma governanta, e ensina Willian e seus parentes com punhos de aço. Logo após se aposentar, ela conhece Emma, e adota ela como sua criada.
Kelly foi quem ensinou Emma a fazer o serviço de casa, a ler e escrever. Foi também Kelly que atuou como uma ‘ponte’ entre Emma e William, apesar dela já ter percebido que o relacionamento entre os dois não seria nada fácil.
Hakim Atawari (ハキム・アタワーリ, Hakimu Atawāri)
Melhor amigo de Willian Jones, é um príncipe da India. Ele e Willian estudaram no mesmo colégio “Eton College”. Hakim normalmente tem seu próprio harém o acompanhando e sempre viaja com muitos serviçais e elefantes. Como Willian, Hakim também gostou de Emma desde primeira vez que a viu.
Sua estadia na Inglaterra foi prorrogada simplesmente porque ele gostaria de ver como o relacionamento de Willian com Emma se desenvolveria. Quando descobriu que Emma estava apaixonada por Willian, ele tentou encorajar o relacionamento deles para um passo a mais, mas ele deixou Emma ir quando ela disse que gostaria de voltar para sua cidade natal, e ele não fez nada para prevenir que ela partisse. Quando Willian finalmente pediu a mão de Eleanor, Hakim disse que voltaria para casa. Para ele, não havia nada interessante em ver Willian ser cercado pelas pressões da sociedade.